# The Mantle
The Mantle – drugi album studyjny zespołu Agalloch. Został wydany 13 sierpnia 2002 roku przez The End Records.

## Lista utworów
Na podstawie materiału źródłowego:
1. "A Celebration for the Death of Man..."
2. "In the Shadow of Our Pale Companion"
3. "Odal"
4. "I Am the Wooden Doors"
5. "The Lodge 	04:39"
6. "You Were but a Ghost in My Arms"
7. "The Hawthorne Passage"
8. "...and the Great Cold Death of the Earth"
9. "A Desolation Song"